# Rüstem Pascià
Rüstem Pascià in lingua turca ottomana رستم پاشا, in bosniaco e croato: Rustem-paša Opuković, (Scardona, 1500 circa – 10 luglio 1561) è stato un generale e politico ottomano di etnia croata o serba, gran visir di Solimano il Magnifico. Egli è anche noto come Damat Rüstem Pascià.

## Biografia

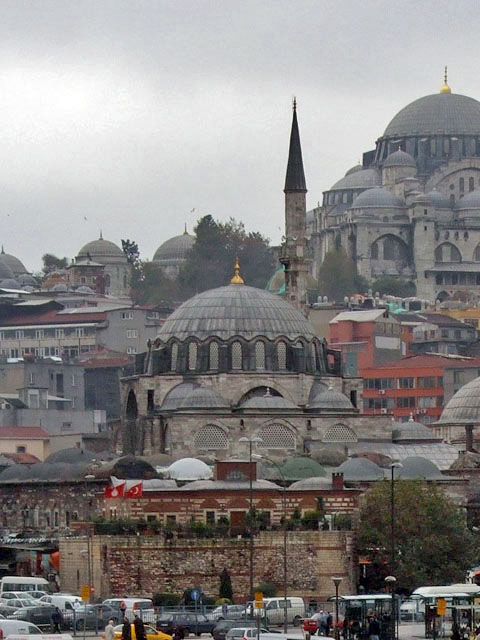
La Moschea di Rüstem Pascià (al centro), con la Moschea di Solimano (in alto a destra) dedicata a Solimano il Magnifico.

Rüstem Pascià nacque a Scardona. Giunse a Costantinopoli ancora bambino, dove si costruì una grande carriera militare. Il 26 novembre 1539 sposò la principessa Mihrimah Sultan, figlia di Solimano il Magnifico e di Hürrem Sultan; quest'ultima lo appoggiò sempre e a lei egli rimase sempre fedele. Da Mihrimah Sultan ebbe una figlia, Ayşe Hümaşah Sultan, e un figlio, Sultanzade Osman Bey. Divenne poi gran visir per due diversi periodi; il primo dal 1544–1553 e il secondo dal 1555 fino alla sua morte, nel 1561. Come gran visir raggiunse una grande ricchezza ed impiegò il suo patrimonio nella costruzione di edifici pubblici, moschee e fondazioni di beneficenza. Alla sua morte, i suoi beni personali comprendevano 815 terreni in Rumelia e Anatolia, 476 frantoi, 1.700 schiavi, 2.900 cavalli da guerra, 1.106 cammelli, 800 Corani ed altro ancora. A lui è dedicata la Moschea di Rüstem Pascià ad Istanbul.